# 維克托·基別諾克
維克托·尼古拉耶維奇·基別諾克（烏克蘭語：Віктор Миколайович Кібенок、俄語：Виктор Николаевич Кибенок，1963年2月17日—1986年5月11日）是一名車諾比消防員，因車諾比核災引起急性放射病去世後被追授蘇聯英雄稱號。
基別諾克在第126號衛生單位（普里皮亞特醫院）待了一天，之後才意識到事故的真實規模。隨後，他被空運至莫斯科第六醫院，該醫院專門治療輻射事故受害者。他的口腔內部被瀝青灼傷，肺部也因吸入燃燒的瀝青而受損。由於口腔內部燒傷，基別諾克無法進食，說話也極為痛苦。5月9日，基別諾克已經站立不住了。5月11日，他的朋友兼同事弗拉基米尔·普拉维克去世幾個小時後，他也去世了。
在整個住院期間，他一直保持樂觀的態度—即使多次皮膚移植和骨髓移植失敗。基別諾克葬禮於5月13日舉行，與在車諾比核事故中犧牲的27名消防隊員一起，葬於莫斯科的米京斯科公墓。估計他受到了1000REM（10Sv）的輻射照射。